# Tillandsia jaguactalensis
Tillandsia jaguactalensis är en gräsväxtart som beskrevs av Ivón Mercedes Ramírez Morillo, Germán Carnevali och F.Chi. Tillandsia jaguactalensis ingår i släktet Tillandsia och familjen Bromeliaceae. Inga underarter finns listade i Catalogue of Life.